# Kristine DeBell
Kristine DeBell (Chatham (New York), 10 december 1954) is een Amerikaans actrice en voormalig model. Ze speelde de hoofdrol in Alice in Wonderland: An X-Rated Musical Comedy (1976), een pornografische musicalversie van het bekende verhaal van Lewis Carroll. Eerder dat jaar verscheen ze op de omslag van Playboy. Aan het eind van de jaren zeventig stopte ze met haar werk als pornoactrice en sindsdien kreeg ze rollen toebedeeld in reguliere films, waaronder de komedie Meatballs met Bill Murray en verder veelal lowbudgetfilms.

## Filmografie (selectie)
- Alice in Wonderland: An X-Rated Musical Fantasy (1976)
- Bloodbrothers (1978)
- The Main Event (1979)
- Meatballs (1979)
- The Great American Girl Robbery (1979)
- Willie & Phil (1980)
- Battle Creek Brawl (1980)
- Lifepod (1981)
- Tag: The Assassination Game (1982)
- Club Life (1986)
- A Halloween Puppy (2012); tv-film
- A Talking Cat!?! (2013)
- A Talking Pony!?! (2013)
- Trophy Heads (2014)
- 3 Wicked Witches (2014)
- Samurai Cop 2: Deadly Vengeance (2015)
- The Wrong Man (2017); tv-film
- Holy Terror (2017)
- The Wrong Friend (2018); tv-film